# Ichneumon inops
Ichneumon inops är en stekelart som beskrevs av Holmgren 1880. Ichneumon inops ingår i släktet Ichneumon och familjen brokparasitsteklar. Arten är reproducerande i Sverige. Inga underarter finns listade i Catalogue of Life.